# Религия в Китае

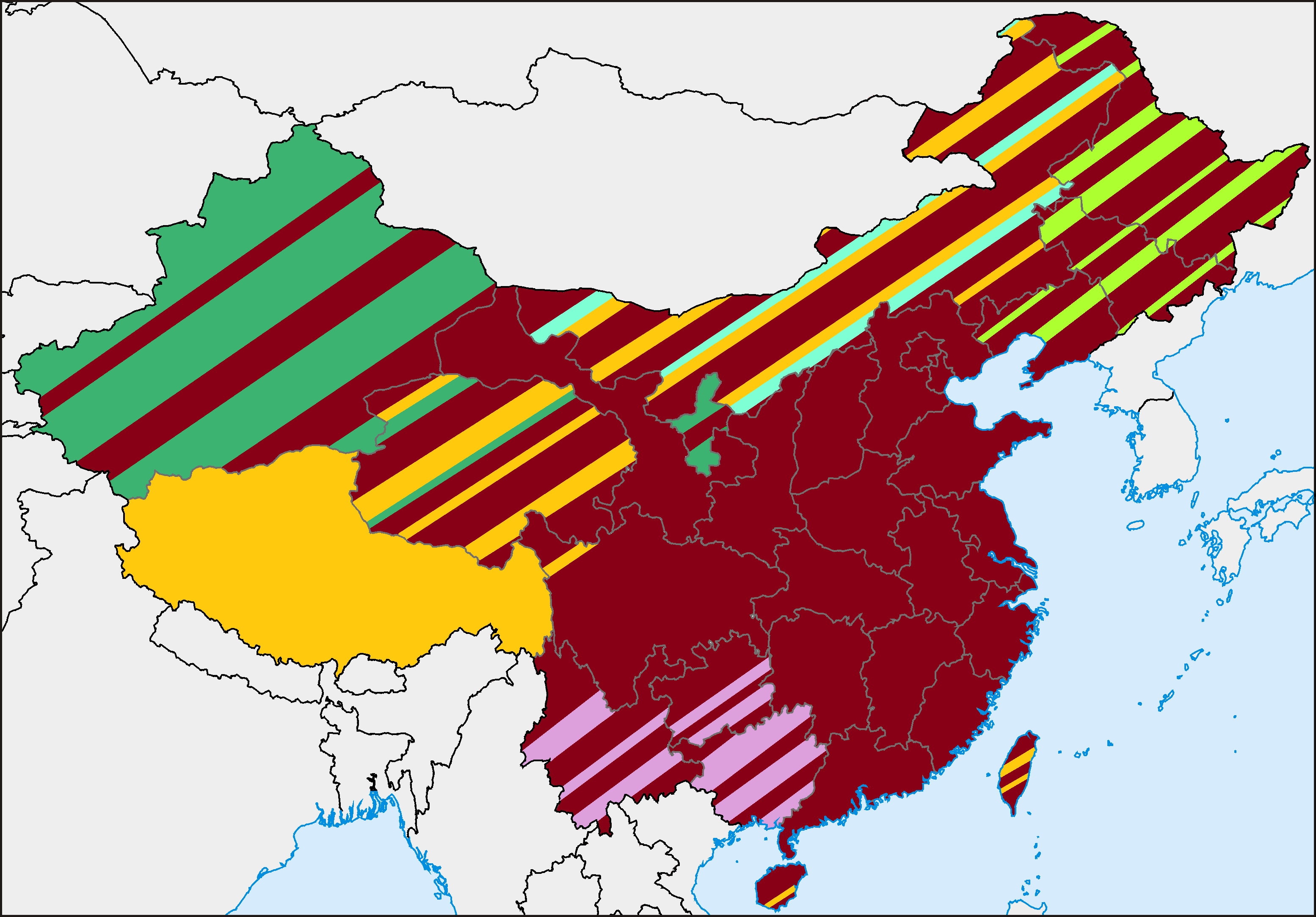
Карта религий в Китае:
Китайская народная религия: конфуцианство и даосизм
Буддизм
Ислам
Религии этнических меньшинств
Монгольский шаманизм
Маньчжурская народная религия

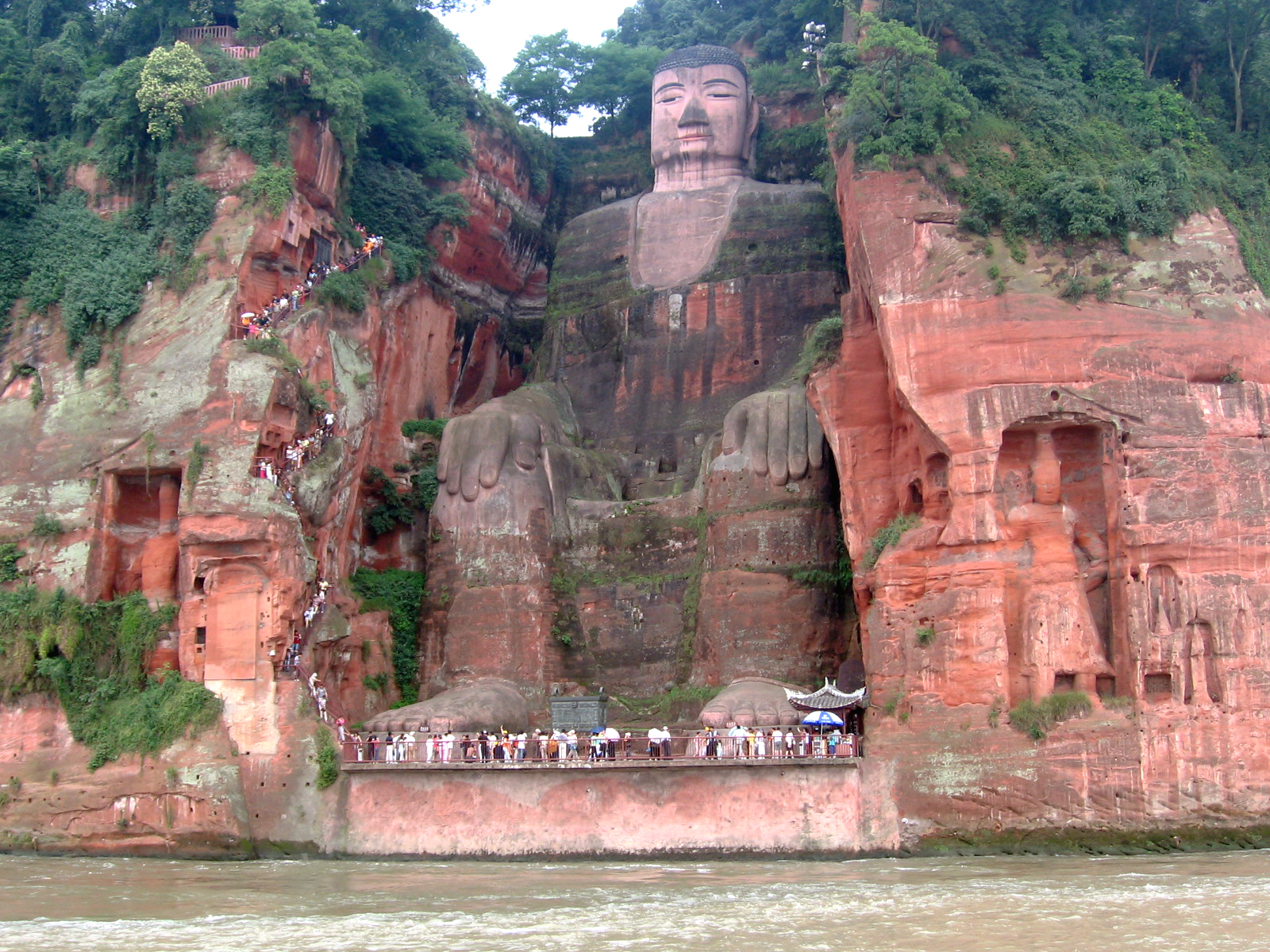
Статуя Будды в Лэшане

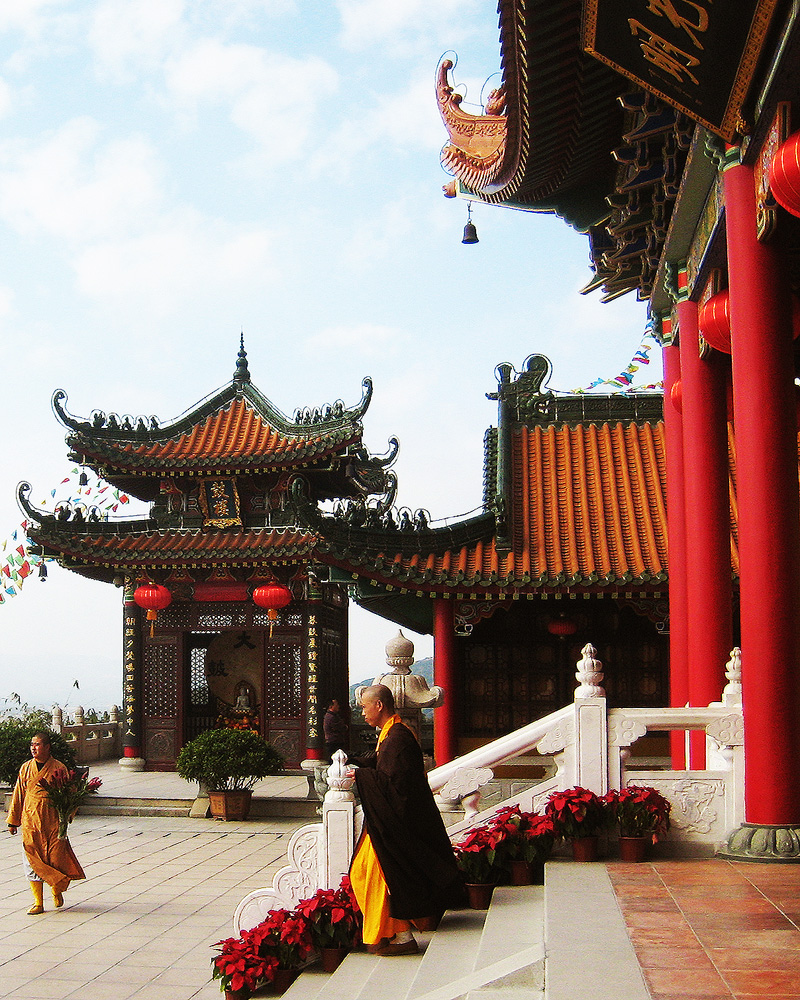
Монастырь Цзиньтай

Контакты с Индией, Арабским миром и Европой исторически способствовали религиозному и культурному разнообразию на территории Китая.
В Китае существуют различные религиозные культы. Хуэй, уйгуры, казахи, киргизы, татары, узбеки, таджики, дунсяне, салары и баоань исповедуют ислам, в то время как религия тибетцев, монголов, так и жёлтых уйгуров — буддизм, а у некоторых представителей мяо и яо распространено христианство. Помимо трёх мировых религий — буддизма, ислама и христианства — в Китае ещё существуют своеобразные традиционные религиозные учения — даосизм и конфуцианство. Кроме того, у некоторых национальных меньшинств всё ещё сохраняется первобытное поклонение перед силами природы и многобожие, например, у большинства дауров, орочонов и эвенков — шаманизм.
В Китае распространён синкретизм: традиционно в китайской религии и философии сплетаются конфуцианство, даосизм и буддизм.
Они благополучно сосуществуют, причём зачастую — в пределах одного храма. 
В декабре 2001 года на Всекитайской конференции по религиозной работе Председатель КНР Цзян Цзэминь заявил, что в период социализма религия носит массовый и долговременный характер. Конституция КНР гарантирует право граждан на свободу вероисповедания. Однако в Китае религиозная свобода плотно связана с политикой. Власти признают пять традиционных религий (буддизм, даосизм, ислам, католицизм и протестантизм) и установили систему контроля над их институтами. При этом сохраняется правительственный запрет на культ богини Гуаньинь, культ Фалунгун и Чжун Гун (упражнения цигун). В качестве незаконной оценивается, например, деятельность «подпольной» церкви «Христианская церковь уезда Наньлэ».

## Проблемы в изучении религии в Китае
Определить, сколько людей в Китае сегодня религиозны и изменились ли их религиозные убеждения и практики за последнее десятилетие, сложно по многим причинам. Проблемы, с которыми сталкиваются независимые исследователи, включают не только жёсткий контроль китайского правительства над информацией и скептицизм КПК в отношении религии, но также языковые и концептуальные различия между религией в Восточной Азии и других регионах мира. В зависимости от используемого источника оценки доли китайцев, которых можно в той или иной степени назвать религиозными (поскольку они идентифицируют себя с какой-либо религией, придерживаются религиозных убеждений или участвуют в практиках, имеющих духовный или религиозный компонент), варьируются от менее 10 % до более чем 50 %. По формальной религиозной принадлежности Китай является наименее религиозной страной в мире (среди всех стран, где доступны данные опросов). По данным Общего социального опроса Китая (CGSS) 2018 года, только один из десяти взрослых китайцев идентифицирует себя с какой-либо религией. В Китае также проживает наибольшее количество людей – около 1 миллиарда взрослых – которые не заявляют об официальной религиозной принадлежности. Поскольку такая небольшая доля взрослых китайцев идентифицирует себя с какой-либо религией, неудивительно, что лишь немногие говорят, что религия имеет для них большое значение. Согласно данным Общего социального исследования Китая (CGSS) 2018 года, только 10 % взрослых китайцев отождествляли себя с какой-либо религиозной группой. Формулировка этого вопроса на китайском языке: «Какова ваша религиозная (цзунцзяо 宗教) вера (синьян 信仰)?» – в Китае понимается как мера формальной приверженности организованной религии или системе ценностей. Аналогичным образом, согласно данным Всемирного исследования ценностей (WVS) 2018 года, только 13 % взрослых китайцев считают, что религия (цзунцзяо) «очень важна» или «довольно важна» в их жизни. Хотя эти показатели со временем менялись, ни один из них не увеличился за последние 10–15 лет. По данным Всемирного исследования ценностей (WVS) 2017–2022 годов, только 3 % взрослых китайцев заявили, что религия «очень важна» в их жизни. Ни в одном из остальных 56 опрошенных странах не было получено более низкого результата. Тем не менее, религия по-прежнему пронизывает повседневную жизнь многих китайцев, которые не заявляют о своей религии. Среди всего населения меньшинство говорит, что верит в религиозных деятелей и сверхъестественные силы. Но большинство китайцев практикуют религиозные ритуалы, основанные на вере в невидимые силы и духов. Другими словами, китайцы более религиозны на практике в виде отправлений конкретных религиозных ритуалов и культов, чем в своей формальной вере в институционализированные организованные религии в Китае. Еще одна проблема при изучении религии в Китае заключается в том, что некоторые ритуалы, верования и практики менее официально приемлемы, чем другие, и, следовательно, предположительно, китайцам менее удобно раскрывать их в опросах. Хотя правительство Китая формально признает пять религий – буддизм, католицизм, ислам, протестантизм и даосизм – оно внимательно следит за их молитвенными домами, назначением духовенства и финансированием. Запрещены многие виды деятельности, которые могли бы помочь сохранить или расширить эти пять групп цзунцзяо, включая обращение в свою веру и организованное религиозное образование для детей, такое как воскресные школы или религиозные летние лагеря.
Религия — буквально иностранный термин в Китае. Частично это несоответствие связано с лингвистикой: ближайший перевод английского слова «религия» на китайский язык — цзунцзяо, термин, принятый китайскими учеными в начале XX века, когда они работали с западными текстами и нуждались в переводе слова «религия». По сей день цзунцзяо – как и термины сюкё на японском языке и чонгё на корейском – относится в первую очередь к организованным формам религии, особенно к тем, которые имеют профессиональное духовенство и институциональный или государственный надзор. В Китае под цзунцзяо обычно не имеются в виду распространенные религиозные верования и ритуалы, которые многие китайцы считают вопросами обычаев (сису 习俗) или суеверий (мисинь 迷信). Более того, на понимание цзунцзяо многими китайцами может повлиять мнение правительства о том, что религия отражает отсталое мышление, несовместимое с социализмом. В китайских государственных СМИ, например, термин «цзунцзяо» используется наряду с суевериями, обозначая коррупцию и нестабильную лояльность к Коммунистической партии Китая. Членам КПК официально запрещено исповедовать религию. Но есть еще одна причина, по которой трудно точно определить количество религиозных людей в Китае. Это концептуальная проблема: западные определения религии и меры религиозного участия – такие как посещение общинных богослужений – соответствуют монотеистическим религиям христианства, ислама и иудаизма, но менее подходят традиционным верованиям и практикам Восточной Азии. В Китае, а также в соседних странах, таких как Япония и Южная Корея, существует множество верований (например, в отношении духов) и ритуалов (таких как посещение святынь и принесение подношений предкам), которые в широком смысле можно считать религиозными. Однако членству в конгрегациях или деноминациях уделяется мало внимания, за исключением христиан и мусульман в этих странах. В Восточной Азии границы между философскими, культурными и религиозными традициями, такими как буддизм, конфуцианство, синтоизм, даосизм и народными религиями с местными божествами и религиозными ритуалами или фестивалями (например мацури в Японии), часто размыты. Народы стран Восточной Азии могут практиковать одновременно элементы нескольких ритуалов, культов, традиций, религий не зная, не задумываясь и не заботясь о границах между ними, и часто не считая себя исповедующими какую-либо формальную институционализированную организованную религию. Когда китайским ученым потребовалось перевести слово «религия» в западных текстах, они приняли термин цзунцзяо, который подразумевает организованные институционализированные формы религии, такие как пять религий, официально признанных китайским правительством: буддизм, даосизм, ислам, протестантизм и католицизм. Многие широко распространённые в Китае религиозные верования и практики не охватываются термином цзунцзяо. Более того, хотя китайское правительство официально разрешает многие формы религии, оно жестко регулирует религиозные институты и накладывает на религию множество ограничений. В Китае вера в богов и других религиозных деятелей намного более распространена, чем формальная религиозная идентичность. Например, согласно опросу China Family Panel Studies (CFPS), проведенному в 2016 году, 18 % взрослых китайцев верят в даосских божеств, а 33 % верят в Будду и/или бодхисаттв. Доля людей, которые верят в какого-либо религиозного деятеля, обычно шире, чем доля тех, кто идентифицирует себя с какой-либо одной религией, и многие китайцы сообщают о вере одновременно в нескольких религиозных деятелей или силы. В целом, опросы показывают, что религия играет гораздо большую роль в Китае, когда определение религии расширяется и включает в себя вопросы о духовности, обычаях и суевериях. В широком смысле религиозные обряды являются обычным элементом жизни в Китае, и некоторые из них практикуются значительной частью населения. Например, согласно опросу China Family Panel Studies (CFPS), проведенному в 2016 году, 26 % взрослых китайцев сжигают благовония для поклонения божествам хотя бы несколько раз в год. Ритуал который в Китае обычно включает в себя загадывание желаний Будде, бодхисаттвам или другим божествам и часто указывает на надежду на божественное вмешательство, например, о помощи в получении хороших баллов на школьных экзаменах. Однако, по данным Общего социального опроса Китая (CGSS) 2018 года, только 4 % взрослых китайцев считают буддизм своей религией (цзунцзяо/синьян).
В дополнение к формальным религиозностям цзунцзяо/синьян в Китае присутствуют широко практикуемые ритуалы и обычае, которые считаются культурными, но могут иметь религиозные или духовные аспекты. Эти традиции соблюдаются многими китайцами, как относящими себя к цзунцзяо так не относящими. Один из самых распространенных ритуалов в Китае – посещение могил членов семьи. По данным Общего социального опроса Китая (CGSS) 2018 года, три четверти взрослых китайцев посещали могилу члена семьи хотя бы один раз за последний год. Ежегодно отмечается несколько особых дней, посвященных почитанию предков. Посещение могил, особенно во время праздника Цинмин (清明节), или Дня подметания гробниц, является частью конфуцианской традиции почитания предков (цзизу 祭祖 или цзиси цзуссянь 祭祀祖先). Обычно это ритуалы с религиозной подоплекой, основаны на вере или идеи, что подношения могут быть перенесены из этого мира в потусторонний на благо предкам в их духовный загробной жизни. Эти ритуалы включают сжигание благовоний и «духовных денег», подношение еды и питья, а также загадывание желаний предкам. Однако только 10 % китайцев верят, что в умерших людях есть живые духи («призраки»). В своем этнографическом исследовании могильных ритуалов социолог из Университета Дьюка Анна Сан обнаружила, что значимость этих поминальных могильных ритуалов не требует убежденности людей в том, что подношения сверхъестественным образом передаются умершим близким. Однако не все китайцы участвуют в этих ритуалах при посещении могил. Например, некоторые китайские христиане могут отмечать День подметания гробниц, чтобы почтить память своих родителей или близких, но при этом намеренно дистанцироваться от поклонения предкам, воздерживаясь от загадывания желаний, сжигания «духовных денег» или оставления подношений.
По данным China Family Panel Studies (CFPS) 2018 года, почти половина взрослых китайцев (47 %) верят в фэншуй (风水), традиционную китайскую практику расположения объектов и физического пространства для содействия гармонии между людьми и окружающей средой. Хотя люди, практикующие фэншуй, возможно, не думают об этом как о религиозной концепции, оно имеет корни в даосизме и иногда предполагает веру в божественное вмешательство. Многие китайцы консультируются с китайским альманахом или экспертом по фэншуй, чтобы запланировать большие и малые события вокруг дат, помеченных как счастливые («благоприятные») или несчастливые («неблагоприятные»), на основе астрологии, астрономии и времени года. По данным Общего социального исследования Китая (CGSS) 2018 года, шесть из десяти взрослых китайцев (62 %) говорят, что их «в некоторой степени» или «очень сильно» волнует, состоятся ли особые события в благоприятный или неблагоприятный день. Выбор благоприятного дня обычно предполагает консультацию с китайским альманахом или экспертом по фэншуй. Около четверти взрослых китайцев (24 %) говорят, что «очень» заботятся о выборе благоприятных дней для особых мероприятий, таких как свадьба, похороны или переезд в новый дом. Такие случаи, как покупка автомобиля или переезд в новый дом, часто включают в себя церемонию, во время которой сжигают благовония и предлагают деньги духам. Китайские компании могут проконсультироваться с мастерами фэншуй по поводу открытия магазинов и правильных ритуалов для крупных событий.
Другие религиозные и ритуальные обычаи менее распространены. Например, по данным Общего социального опроса Китая (CGSS) 2018 года, 24 % взрослых китайцев говорят, что они посещали какое-либо место (обычно храм или святилище), чтобы помолиться о богатстве или удаче в школе, бизнесе или других делах в прошлом году. Сюда входят 10 %, которые сделали это дважды или более в прошлом году. А 8 % взрослых китайцев говорят, что носят с собой талисман или амулет, который приносит им удачу или защищает от вреда. Многие китайцы придерживаются верований и ритуалов, относящихся к нескольким религиозным традициям. Китайские опросы не просят респондентов указывать, как часто они это делают, но анализ данных опроса China Family Panel Studies (CFPS), проведенного Pew Research Center в 2018 году, показывает, что такие комбинации довольно распространены. Например, около 40 % взрослых китайцев говорят, что верят хотя бы в одно из следующих: Будда и/или бодхисаттва; даосские божества, призраки и другие боги или религиозные деятели, такие как Иисус Христос и Аллах. А 20 % верят более чем в одну из этих религиозных концепций или божеств. Если включить фэншуй, практику, имеющую даосскую основу, доля взрослых китайцев, которые верят одновременно в фэншуй и хотя бы в одну из других религиозных идей, достигает 28 %. В ходе опроса China Family Panel Studies (CFPS) респондентов спрашивали, верят ли они в каждое из божеств и религиозных концепций, перечисленных в списке. Китайский термин «вера» (相信), используемый в этом опросе, не обязательно означает религиозную веру. Некоторые китайцы, которые верят в фигур, связанных с монотеистическими религиями, таких как Аллах и Иисус, также верят в традиционных китайских божеств или сверхъестественные силы. Например, около 7 % взрослых китайцев говорят, что верят в Иисуса Христа и/или Тяньчжу (天主), слово, используемое китайскими католиками для обозначения Бога. Но только 2 % придерживаются таких религиозных убеждений, отвергая при этом всех других божеств и сверхъестественные силы. В Китае большинство людей не чувствуют себя обязанными регулярно оказывать почтение одному или нескольким богам. Скорее, они склонны заниматься религиозной деятельностью по мере возникновения необходимости. Доступен широкий спектр богов и ритуалов, поэтому выбранная практика зависит от того, насколько хорошо бог, боги, культы или ритуалы должны ответить на запросы человека. Христиане и мусульмане являются исключениями из этого правила. Обычно они часто посещают церковь или мечеть и в своих нуждах полагаются на свою собственную религиозную традицию. Судя по общим показателям официальной институционализированной организованной религии (цзунцзяо), Китай не является очень религиозной страной. Фактически, согласно идеологии правящей КПК, Китай является атеистической страной. И все же, судя по общепринятому поведению населения, Китай является страной, в которой религия в широком понимании продолжает играть значительную роль в жизни значительной части населения страны.

## Основные религии Китая
Наиболее распространёнными религиозными течениями в Китае являются конфуцианство, даосизм и буддизм, причём вера отдельного человека в одну из этих трёх религий, не исключает его веру в остальные. Учения сочетаются и взаимодополняют одна другую. Конфуцианство, первым обрётшее влияние в Китае, по сути, стало кодексом подчинённости индивида обществу и его ответственности перед ним. Даосизм развивает идеи личного совершенствования и гармонии с природой; конфуцианскому учению о предопределённости социальных ролей он противопоставляет концепцию относительности. Привнесённый извне буддизм сосредоточен на достижении духовной свободы и выходе за пределы мира страданий, выступает альтернативой китайскому прагматизму.

### Конфуцианство
Разработанное Конфуцием (551—479 гг. до н. э.) и развитое его последователями философское учение защищает структурированность социума, опирающуюся на моральные принципы, которые связывают индивидов и определяют пять типов общественных отношений: родитель — ребёнок, правитель — подданный, старший брат — младший брат, муж — жена и друг — друг. В императорском Китае конфуцианство было философией учёных-мыслителей. В КНР во времена Культурной революции оно считалось реакционным учением аристократии.

### Буддизм
В Китае распространён буддизм Махаяны, обещающий избавление от страданий всем, кто его страждет обрести. Просветлённые, или абабают общения с бодхисатвами, приближающими их к нирване. В Китае есть две буддийские традиции: собственно китайский буддизм и Тибетский буддизм.
Среди этнических тибетцев распространён Тибетский буддизм.

### Даосизм
Даосизм - это сочетание различных философских и религиозных школ, появившихся начиная с VI века до н. э. Источником является трактат «Дао дэ цзин», приписываемый Лао-цзы.  Он родился приблизительно в начале 600-х годов до н. э. и дожил до времен Конфуция, посетившего его при дворе Чжоу в годы своего активного общественного служения. Даосизм сосредоточен на вопросах здоровья, естественности поведения, долголетия, обретения бессмертия.

В чистом виде даосизм никогда не был превалирующим учением в Китае и, в сущности, занимал достаточно скромное место. Представление, что большинство китайцев совершают именно даосские ритуалы, связано с тем, что даосизм нередко путают с местными культами, молениями духам предков, то есть со всем тем, что действительно является ядром духовной жизни как древних, так и современных китайцев. Сегодня в даосские монастыри ежедневно приходят десятки китайцев, но отнюдь не для того, чтобы «исповедовать даосскую религию», а затем, чтобы поклониться духам предков либо очиститься от вредоносных духов. Даосские, равно как и буддийские монахи, выполняя роль древних медиумов и магов, обслуживают население, совершая свадебные церемонии, обряды, связанные с отпеванием умерших или рождением детей.
— Маслов А. А. Китай: колокольца в пыли : странствия мага и интеллектуала. — Алетейя, 2005. — С. 71. — (Сокровенная история цивилизаций).

## Ислам
В Китае ислам распространён среди хуэйцев, саларов, дунсянов, баоаньцев, уйгуров, казахов, киргизов, узбеков, татар, таджиков и других. Трудно найти точные статистические данные о мусульманском населении Китая. Согласно различным опросам и исследованиям, они составляют 1-2 % населения Китая или от 20 до 30 миллионов человек. В 2010-х годах их обслуживали от 35 000 до 45 000 мечетей, от 40 000 до 50 000 имамов. Высшим органом мусульман в Китае является Китайская исламская ассоциация.

## Христианство
В Китае насчитывается более 70 млн христиан (5,1 % от общего населения Китая), и более 11,7 млн являются католиками.

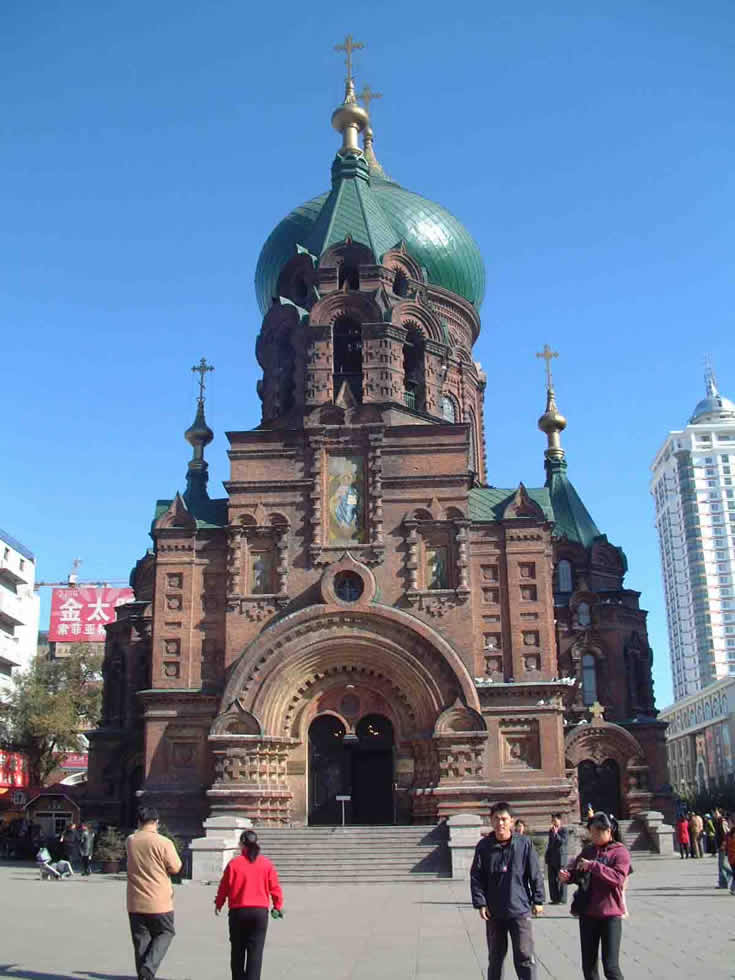
Православный Софийский собор в Харбине

### Православие
В результате революции и гражданской войны около 100—200 тысяч белоэмигрантов осели в Харбине и в Шанхае. Однако, из-за сложных исторических судеб и позиции современных китайских властей деятельность структур Русской Православной Церкви практически заморожена. Религиозное законодательство КНР не позволяет совершать им официальные богослужения, можно только молиться в домах прихожан. Официально в Китае действует один православный приход.

### Католицизм
Связи папского престола с Китаем восходят к XIII веку. В настоящее время в Китае количество католиков исчисляется несколькими миллионами. Точная цифра неизвестна. В 1951 году коммунистическое руководство страны запретило китайским католикам иметь какие-либо связи с Ватиканом. Однако в конце ХХ—начале XXI века положение стало постепенно изменяться. Власти Китая теперь, как правило, принимают во внимание желания Ватикана, когда назначают католических священников на важные посты. Тем не менее эта практика иногда нарушается.
Между Святым Престлом и Китаем действует соглашение о праве Китая одобрять кандидатуры епископов, действующих в стране, перед их назначением Ватиканом. В октябре 2024 года соглашение продлено на очередные 4 года.